# 동물원 대공포탑

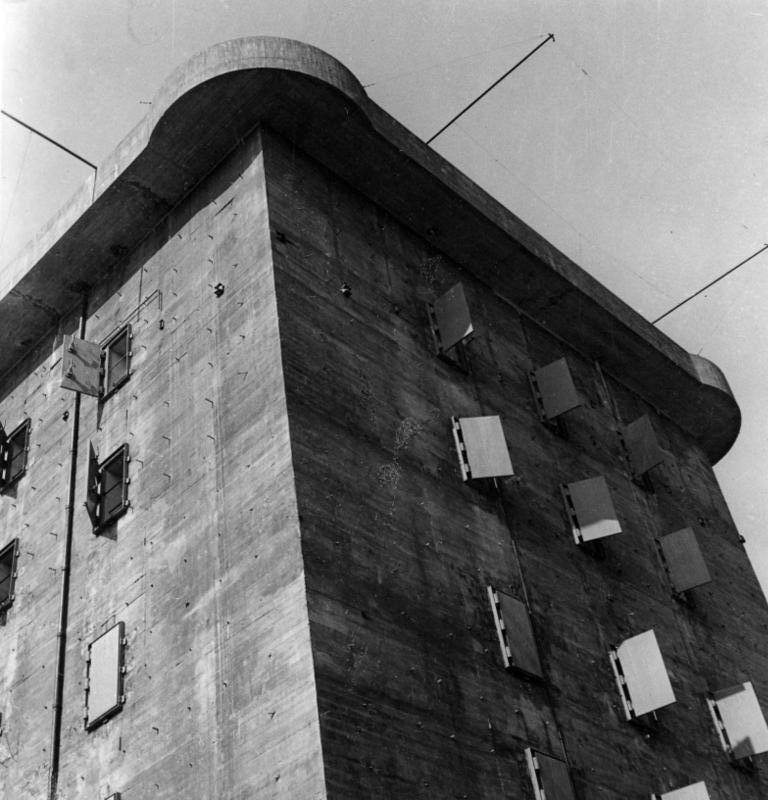
착색 사진.

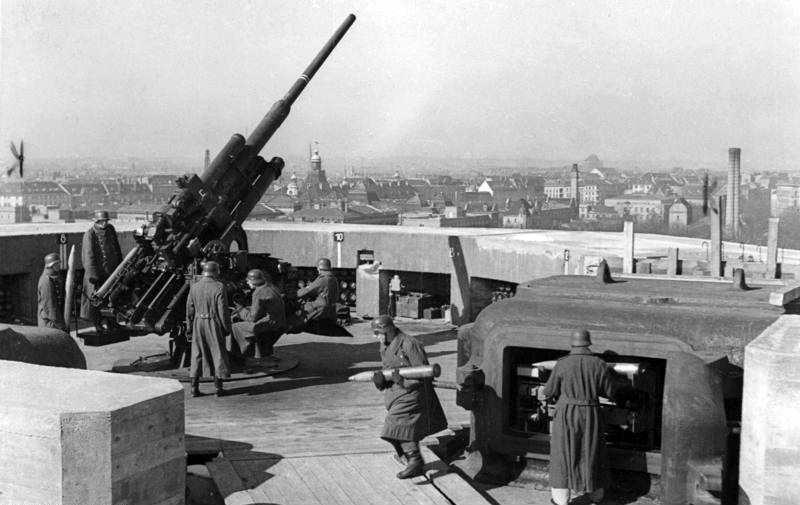
동물원 대공포탑의 10.5 cm 38호 대공포.

동물원 대공포탑(독일어: Flakturm Tiergarten, 영어: Zoo flak tower)은 1941년에서 1947년 사이 베를린에 존재한 요새화된 대공포탑이다. 1940년 8월 영국공군(RAF)폭격기들이 베를린을 폭격하자, 이에 분노한 히틀러가 헤르만 괴링에게 베를린에 동물원 대공포탑을 건설하라고 명령했다. 건설장소는 베를린에 위치했던 베를린동물원이었다. 그 까닭은 베를린동물원이 넓었기 때문이다. 베를린을 연합군의 폭격 공습에서 방어하기 위해 지어진 여러 대공포탑 중 하나로서(함부르크, 빈에도 있다), 주위의 정부기관건물 방어, 공습시 민간인 방공호, 병원 및 라디오 방송국, 예술품 및 보물 보관소 등의 기능을 수행했다.
베를린 공방전 당시 대공포를 지상군에게 사용하여 소련 붉은 군대를 막아내는 주요 성채로 기능했다. 워낙에 튼튼하여 전투 도중에도 파괴되지 않았고, 전후인 1947년 소련군이 폭파하려 했으나 일부만 폭파되고 무너지지 않았다. 이후 영국에서 기술자를 데려와 2차 폭파를 시도했으나 끄떡없었고, 건물 안팎의 콘크리트에 4백 개 이상의 구멍을 뚫고 구멍을 일일이 총 35톤의 다이너마이트로 채워 간신히 파괴할 수 있었다.

## 같이 보기
- 나치 건축

## 참고 자료
- Beevor, Antony (2002). Berlin: The Downfall 1945. London; New York: Viking-Penguin Books. ISBN 0-670-03041-4.
- Breslau, K.; Tucker, E. (1991년 5월 15일). “The heist of 1945”. Newsweek 118 (3). 51면.
- Le Tissier, Tony (2001). With Our Backs to Berlin 1판. Sutton Publishing. 4, 206, 207, 211쪽.